# Pujie
Pujie, född 1907, död 1994, var en kinesisk prins. Han var yngre bror till Kinas sista kejsare, Puyi. 
Hans bror blev kejsare 1908. Pujie fördes till den förbjudna staden för att fylla rollen som sin brors lekkamrat och klasskamrat. Hans bror avsattes som kejsare 1924. Pujie gifte sig 1924 med Tang Yiying, men de skilde sig 1928. Paret hade inga barn. 
Pujie studerade från arton års ålder 1929 i Japan, där han 1935 tog examen från kejserliga militärakademin. 
1934 utropades hans bror till japansk marionettkejsare i Manchukuo, och eftersom brodern var barnlös, utropades Pujie av japanerna till hans tronarvinge. Detta betraktades inte som helt legitimt ur kinesiskt perspektiv, eftersom kinesisk sed var att kejsaren själv skulle utropa sin tronarvinge och dessutom välja en sådan från följande generation och inte från sin egen. 
Pujie gifte sig 1937 med Hiro Saga i ett äktenskap arrangerat av Japan, med hoppet om att han skulle producera en tronarvinge åt sin bror. Paret fick två döttrar. 
Under tiden i Manchukuo levde Pujie under japansk övervakning. Han var nominellt hedersbefälhavare för Manchukuos Kejserliga Vakt. 
Vid krigsslutet 1945 tillfångatogs Pujie av Röda armén under Sovjets invasion av Manchuriet och satt fängslad i Sovjet fram till att han 1950 utväxlades till det nu kommunistiska Kina. Han benådades 1960 och blev sedan medlem i kommunistpartiet, där han hade en framgångsrik karriär.  